# Hammarby by
för andra Hammarby i Uppsala kommun, se Hammarby, Uppsala kommun.
Hammarby by är en by i Uppsala kommun. Byn omfattar bebyggelse i den äldre delen av Hammarby i Rasbo socken  belägen cirka 7 km öster om Storvreta. En kilomter österut ligger bebyggelse som SCB avgränsat och namnsatt till Hammarby östra. Hammarby by avgränsades till en småort av SCB från 1995 till 2023. Vid avgränsningen 2023 klassades den som del av småorten Yrestahed som annars ligger strax väster om Hammarby by.

## Historia
Byn omtalas första gången 1316, den en landbo under Uppsala domkyrka och en landbo under Funbo kyrka upptas i vad hertig Valdemar uppburit av kyrkogodsen i Tiundaland. 1477 fanns två nämndeman i byn. Uppsala domkyrkas landbo uppges 1479–1536 ränta 10 spannar korn och 8 öre årligen. Byn omfattade 1540–68 två mantal skatte och ett Sankt-Erikshemman.